# Dicranomyia (Dicranomyia) pampoecila
Dicranomyia (Dicranomyia) pampoecila is een tweevleugelige uit de familie steltmuggen (Limoniidae). De soort komt voor in het Neotropisch gebied.